# Qubit
Kvantový bit neboli qubit je jednotka kvantové informace odvozená od klasického bitu. Jedná se o jeden ze stěžejních pojmů v oblasti kvantových počítačů a kvantově informačních protokolů. Qubit je implementován kvantovým systémem, který může nabývat dvou stavů: například foton, který je polarizovaný vodorovně či svisle. Bit v klasickém systému může nabývat jedné ze dvou hodnot, ale kvantová mechanika umožňuje, aby stav qubitu byl jistou kombinací obou hodnot. Název qubit zavedl B. Schumacher v roce 1995.

## Motivace
V klasické počítačové vědě se pracuje s jednotkou informace bitem jako s abstraktním pojmem. Odhlíží se přitom od jeho fyzikální implementace, kterou je nutno zvolit při konkrétní realizaci počítače. Tento abstraktní přístup nám umožňuje zaměřit se čistě na vlastnosti informace a rozvíjet koncept počítání v dostatečné obecnosti. Není třeba v žádném případě uvažovat fyziku výpočetního procesu či způsobu uložení informace. Podívejme se ale na problém z fyzikálního hlediska. Bity jsou vždy reprezentovány stavem nějakého fyzikálního systému, ať už se jedná o pevný disk počítače, různá záznamová media či zpracovávací zařízení. Při práci s bity například dochází k uvolňování tepla jednotlivými součástkami či dochází též k narušování přenosu informace vlivem prostředí. Bity mohou být implementovány jako různě zmagnetované části pevného disku nebo různě velké prohlubně v povrchu kompaktních disků. Obvykle se jedná z mikroskopického hlediska o poměrně velký počet atomů či molekul, které reprezentují jeden bit.
Zkusme nyní tuto situaci přenést do mikroskopického světa, kde bychom jeden bit reprezentovali jediným atomem či fotonem. Od bitu požadujeme, aby nabýval dvou hodnot – 0 a 1. V případě fotonu lze tuto vlastnost nasimulovat například odlišnou polarizací. Foton může být polarizován vodorovně či svisle. Tyto dva stavy lze po řadě přirovnat k nule či jedničce bitu. Před zahájením výpočtu si můžeme připravit dostatek fotonů polarizovaných, řekněme, vodorovně a tyto fotony pak vysílat do procesoru. Procesor provede s fotony potřebné operace a nakonec vrátí fotony upravené tak, abychom z jejich polarizace byli schopni vyčíst výsledek výpočtu. Ten zjistíme změřením, jak je každý foton polarizován, buď vodorovně, či svisle. Z polarizace každého fotonu, který opustil procesor, tak zrekonstruujeme řetězec bitů nesoucích cílovou informaci.
V právě popsaném mikroskopickém modelu počítání však přichází do hry nový hráč. Je jím kvantová mechanika, jejíž zákony je v mikrosvětě nutno brát v úvahu. Tyto zákony nám mimo jiné říkají, že ačkoli byly fotony na počátku připraveny jako vodorovně polarizované, z procesoru používajícího kvantové brány mohou vylétat fotony, které nejsou polarizovány ani vodorovně ani svisle, ale jejich stav je kombinací obou. Jestliže změříme polarizaci takových fotonů, někdy dostaneme, že je foton polarizován svisle, zatímco jindy, že je polarizován vodorovně. Takto nejednoznačné výsledky přitom budeme dostávat i tehdy, když mnohokrát provedeme tutéž úlohu na témže procesoru se vstupními fotony připravenými týmtéž způsobem. Mohlo by se zdát, že tyto výsledky můžeme vysvětlit za pomoci teorie pravděpodobnosti: v tomto případě bychom bit modelovali jako lineární kombinaci obou hodnot 0 a 1, kde koeficienty této kombinace by byla dvě nezáporná čísla, jejichž součet je jedna. Koeficienty by tak odpovídaly pravděpodobnostem dané hodnoty.
Podle kvantové mechaniky nicméně stav kvantových systémů není popsán přímo pomocí pravděpodobností, nýbrž pomocí tzv. amplitud pravděpodobnosti (zkráceně amplitud), čísel, jež na rozdíl od pravděpodobností mohou být i záporná a dokonce komplexní. Abychom tak mohli mluvit o informaci na mikroskopické úrovni, zavádíme nový pojem – kvantový bit, čili qubit. Jedná se o abstraktní model fyzikálního systému, který může po změření nabývat dvou různých hodnot a jehož stav je v tuto chvíli popsán pomocí amplitud jako kombinace těchto hodnot. Příkladem jsou zmíněné fotony, které mají po změření polarizaci buď vodorovně, nebo svisle. V průběhu výpočtu je však jejich stav popsán pouze jako kombinace těchto dvou stavů.

## Formální definice
Formálně je qubit definován jako normalizovaný vektor ve dvourozměrném Hilbertově prostoru stavů. Takovýto popis odpovídá běžnému způsobu popisu stavů v kvantové mechanice. Tento dvourozměrný Hilbertův prostor značíme {\displaystyle \scriptstyle {\mathcal {H}}} a zafixujeme jeho ortonormální bází tvořenou vektory označenými jako {\displaystyle \scriptstyle |0\rangle ,|1\rangle } (viz braketová notace pro označování vektorů v kvantové mechanice). Pak prvek {\displaystyle \scriptstyle |\psi \rangle \in {\mathcal {H}}} tohoto prostoru, který má jednotkovou velikost, nazveme qubitem. Explicitně je tedy qubit popsán jako vektor
{\displaystyle |\psi \rangle =\alpha |0\rangle +\beta |1\rangle ,}
kde {\displaystyle \scriptstyle \alpha ,\beta \in \mathbb {C} } jsou komplexní souřadnice vektoru v bázi {\displaystyle \scriptstyle \{|0\rangle ,|1\rangle \}}, též nazývané amplitudy pravděpodobnosti. Tyto musí splňovat normalizační podmínku {\displaystyle \scriptstyle |\alpha |^{2}+|\beta |^{2}=1}. Ta zajišťuje, že čísla {\displaystyle \scriptstyle |\alpha |^{2}}, resp. {\displaystyle \scriptstyle |\beta |^{2}}, bude po měření možno interpretovat jako pravděpodobnost nalezení stavu {\displaystyle \scriptstyle |\psi \rangle } ve stavu {\displaystyle \scriptstyle |0\rangle }, resp. {\displaystyle \scriptstyle |1\rangle }. Ortonormální báze tvořená vektory {\displaystyle \scriptstyle |0\rangle ,|1\rangle } se občas nazývá výpočetní báze.
Právě uvedená definice qubitu pracuje s takzvanými čistými stavy, tedy stavy, jež lze popsat jako prvky Hilbertova prostoru. Obecně ale stav kvantového systému nelze popsat pomocí vektoru. V takovém případě je nutno přizvat obecnější formalismus užívající matic hustoty. V tomto formalizmu je qubit jakýkoli pozitivní operátor {\displaystyle \scriptstyle \rho } působící na dvourozměrném Hilbertově prostoru {\displaystyle \scriptstyle {\mathcal {H}}}, který splňuje podmínku, že jeho stopa je rovna jedné. Neboli {\displaystyle \scriptstyle \rho \in \mathbb {C} ^{2\times 2}} je matice rozměru {\displaystyle \scriptstyle 2\times 2}, pro níž
{\displaystyle \mathrm {Tr} (\rho )=1\qquad {\text{a}}\qquad \langle \psi |\rho |\psi \rangle \geq 0,\quad \forall |\psi \rangle \in {\mathcal {H}}.}

## Vícequbitové systémy
Ve výpočtech na kvantovém počítači si s jediným qubitem nevystačíme a musíme tedy uvažovat i stavy tvořené více qubity, také zvané kvantové registry. Složený stav {\displaystyle \scriptstyle N} qubitů lze matematicky popsat jako prvek Hilbertova prostoru {\displaystyle \scriptstyle {\mathcal {H}}_{N}}, jenž vznikne jako tenzorový součin {\displaystyle \scriptstyle N} Hilbertových prostorů {\displaystyle \scriptstyle {\mathcal {H}}} pro jednoqubitové systémy, tedy
{\displaystyle {\mathcal {H}}_{N}=\underbrace {{\mathcal {H}}\otimes {\mathcal {H}}\otimes \ldots \otimes {\mathcal {H}}} _{N}=\bigotimes _{i=1}^{N}{\mathcal {H}}}
Takový systém má dimenzi rovnou {\displaystyle \scriptstyle \dim {\mathcal {H}}_{N}=2^{N}}. Jeho ortonormální báze vznikne například jako množina tenzorových součinů bazických vektorů jednoqubitových systémů. V takovém případě se jedná o vektory tvaru
{\displaystyle |a_{1}a_{2}\ldots a_{N}\rangle =|a_{1}\rangle \otimes |a_{2}\rangle \otimes \ldots \otimes |a_{N}\rangle ,\quad (\forall i\in \{1,\ldots ,N\})(a_{i}\in \{0,1\})}
Pro dvouqubitové systémy dostáváme konkrétně bázi
{\displaystyle \{|0\rangle \otimes |0\rangle ,|0\rangle \otimes |1\rangle ,|1\rangle \otimes |0\rangle ,|1\rangle \otimes |1\rangle \},}
využívá se však i jiných bází, např. Bellovy báze tvořené maximálně provázanými stavy.

## Fyzikální interpretace qubitu
Qubit je kvantovým zobecněním klasického bitu, který kromě hodnot 0 a 1 může nabývat i všech hodnot, které jsou kombinacemi obou. To vyplývá z následující obecné vlastnosti stavů kvantových systémů: pokud se systém nachází ve stavu {\displaystyle \scriptstyle |a\rangle } nebo {\displaystyle \scriptstyle |b\rangle }, můžeme připravit kvantovou superpozici těchto stavů, tj. systém nacházející se ve stavu {\displaystyle \scriptstyle \alpha |a\rangle +\beta |b\rangle } pro nějaká komplexní čísla {\displaystyle \scriptstyle \alpha ,\beta }. Identifikujeme-li hodnotu 0 klasického bitu s bazickým vektorem {\displaystyle \scriptstyle |0\rangle } a podobně hodnotu 1 s bazickým vektorem {\displaystyle \scriptstyle |1\rangle }, pak můžeme superpozici těchto dvou stavů zhruba interpretovat jako "klasickou" hodnotu bitu z intervalu mezi 0 a 1.
Takovýto pohled je ale zavádějící, neboť qubity vykazují mnoho zajímavých vlastností, které se v klasickém případě nevyskytují.

### Blochova sféra
Jak vyplývá z obecné teorie pro popis stavů systémů v kvantové mechanice, můžeme qubit alternativně vyjádřit pomocí matice hustoty, což je pozitivní operátor s jednotkovou stopou přiřazený danému kvantovému systému. Pro qubity, tedy systémy s dvourozměrným stavovým prostorem, tak dostáváme matice {\displaystyle \scriptstyle 2\times 2} ve tvaru
{\displaystyle {\begin{pmatrix}{\frac {1+a}{2}}&b-ic\\b+ic&{\frac {1-a}{2}}\end{pmatrix}}}
kde {\displaystyle \scriptstyle a,b,c\in \mathbb {R} } jsou reálná libovolná čísla, parametry. Je zřejmé, že matice tohoto tvaru splňuje pro libovolné hodnoty parametrů dvě výše zmíněné podmínky. Navíc, není těžké nahlédnout, že lze takovouto matici vyjádřit v kompaktní podobě s využitím Pauliho matic ve tvaru
{\displaystyle {\frac {1}{2}}\,{\begin{pmatrix}1&0\\0&1\end{pmatrix}}\ +\ {\frac {a}{2}}\,{\begin{pmatrix}1&0\\0&-1\end{pmatrix}}\ +\ b\,{\begin{pmatrix}0&1\\1&0\end{pmatrix}}\ +\ c\,{\begin{pmatrix}0&-i\\i&0\end{pmatrix}}={\frac {1}{2}}\ I\ +\ {\frac {a}{2}}\ \sigma _{z}\ +\ b\ \sigma _{x}+c\ \sigma _{y}={\frac {I+{\vec {r}}\cdot {\vec {\sigma }}}{2}},}
kde {\displaystyle \scriptstyle \sigma _{x},\sigma _{y},\sigma _{z}} jsou Pauliho matice a {\displaystyle \scriptstyle {\vec {r}}\equiv (2b,2c,a)} je tzv. Blochův vektor. V posledním výrazu výše je formální "skalární součin" Blochova vektoru a vektoru Pauliho matic definován prostě jen jako
{\displaystyle {\vec {r}}\cdot {\vec {\sigma }}\equiv r_{1}\sigma _{x}+r_{2}\sigma _{y}+r_{3}\sigma _{z}.}
Tímto způsobem jsme tak dostali přiřazení matice hustoty qubitu s jistým (Blochovým) vektorem. Velikost Blochova vektoru lze vždy vzít menší nebo rovnou jedné. Všechny tyto vektory tedy zjevně tvoří jednotkovou kouli ve třírozměrném Euklidově prostoru. Platí, a není těžké to nahlédnout, že Blochův vektor přiřazený jistému kvantovému systému je jednotkový, právě když je tento systém v čistém stavu. Všechny jednotkové Blochovy vektory tvoří sféru zvanou Blochova sféra. Blochovy vektory nám umožňují graficky vyjadřovat působení různých operací na daný qubit a napomáhají nám si tak představit, jak se qubit při dané transformaci mění.

## Realizace qubitů
Kterýkoliv dvouúrovňový kvantově mechanický systém je možné považovat za fyzickou reprezentaci qubitu. Například elektron v obalu atomu, který je buď na základní energetické hladině, nebo je excitován, je implementací qubitu. Musíme ovšem předpokládat, že lze zanedbat excitaci elektronu do vyšších energetických hladin a můžeme tak uvažovat jen základní stav a první excitovaný stav. Kvantová mechanika předepisuje pro mikrosvět pravidla, z nichž vyplývá, že lze (kupříkladu přesně vyladěným laserem) uvést atom do stavu, který je superpozicí základního a excitovaného stavu. Díky tomu může atom uchovávat kvantovou informaci a reprezentovat jeden qubit.
Jinou možností je kódování qubitů do polarizace fotonů, tedy částic světla. Můžeme provádět měření roviny polarizace tak, že postavíme fotonu do cesty filtr, kterým se 100% pravděpodobností projdou jen fotony s určitou rovinou polarizace, jejichž stav označíme {\displaystyle \scriptstyle |1\rangle }. Fotony polarizované kolmo na rovinu filtru neprojdou vůbec, což označíme jako stav {\displaystyle \scriptstyle |0\rangle }. Fotony polarizované v jiných rovinách se budou chovat, jako bychom měřili qubit v superponovaném stavu. Jmenovitě tedy, mějme foton polarizovaný v rovině svírající úhel {\displaystyle \scriptstyle \varphi \in \langle 0,\pi )} s rovinou odpovídající stavu {\displaystyle \scriptstyle |1\rangle }. Stav fotonu {\displaystyle \scriptstyle |\varphi \rangle } můžeme popsat jako lineární kombinaci
{\displaystyle |\varphi \rangle =\alpha |0\rangle +\beta |1\rangle ,\quad a=\sin \varphi ,\ b=\cos \varphi .}
Podle úhlu polarizace {\displaystyle \scriptstyle \varphi \in \langle 0,\pi )} se mění amplituda pravděpodobnosti, že foton projde či neprojde filtrem. Této techniky využívá kvantová kryptografie k bezpečnému přenosu informace.

## Operace s qubity
Zatímco pro operace s klasickým bity používáme logické operace jako NOT, AND či OR, operace prováděné nad qubity lze popisovat pomocí tzv. unitárních operací. Jejich aplikaci si tak lze obvykle představovat jako rotace v odpovídajícím Hilbertově prostoru. Protějšek k těmto operacím pak tvoří kvantové měření qubitů.

### Měření qubitů
Hodnotu qubitu můžeme zjišťovat měřením, kterým vždy dostaneme buď hodnotu {\displaystyle \scriptstyle |0\rangle }, nebo {\displaystyle \scriptstyle |1\rangle }. Žádným měřením není možno zjistit čísla {\displaystyle \scriptstyle \alpha } a {\displaystyle \scriptstyle \beta } ve výrazu {\displaystyle \scriptstyle \alpha |0\rangle +\beta |1\rangle }. Není-li qubit přesně v jednom ze základních stavů {\displaystyle \scriptstyle |0\rangle } či {\displaystyle \scriptstyle |1\rangle }, vybere se výsledná hodnota náhodně, přičemž pravděpodobnost jednotlivých výsledků určují amplitudy {\displaystyle \scriptstyle \alpha } a {\displaystyle \scriptstyle \beta }. Pravděpodobnost naměření stavu {\displaystyle \scriptstyle |0\rangle } je {\displaystyle \scriptstyle |\alpha |^{2}}, pravděpodobnost naměření stavu {\displaystyle \scriptstyle |1\rangle } je {\displaystyle \scriptstyle |\beta |^{2}}. Součet těchto dvou pravděpodobností musí dávat 1, neboť jde o pravděpodobnost jistého jevu. Jsou-li obě amplitudy stejně velké, tedy {\displaystyle \scriptstyle |\alpha |=|\beta |}, pak je pravděpodobnost nalezení kteréhokoli ze stavů rovna 1/2 a výsledek měření je tedy zcela náhodný.
Podstatným důsledkem kvantové mechaniky je, že stav qubitu, na němž provedeme měření, se zákonitě změní na ten stav, který byl výsledkem měření. Jinými slovy, měření ničí stav superpozice. Jde o případ obecnějšího jevu, kterému se říká kolaps vlnové funkce. Kolaps vlnové funkce při kvantovém měření odpovídá projekci na osu odpovídající některému z bázových stavů.
Je obtížné si tento specifický pojem z kvantové mechaniky přirozeně představit. Před změřením je kvantový systém implementující qubit ve stavu superpozice stavů {\displaystyle \scriptstyle |0\rangle } a {\displaystyle \scriptstyle |1\rangle }, není ale ani jedním z nich. Analogií ke qubitu by v klasickém počítači byl pravděpodobnostní bit - bit, který je s určitou pravděpodobností ve stavu {\displaystyle \scriptstyle |0\rangle } a jinak je ve stavu {\displaystyle \scriptstyle |1\rangle }. Podle kvantové mechaniky však stav bitu není popsán přímo pravděpodobnostmi, nýbrž zmíněnými amplitudami. Fakt, že amplitudy mohou být i záporné, zatímco pravděpodobnosti nikoli, se využívá v kvantově mechanických algoritmech a umožňuje jim rychle řešit problémy, pro které není známo časově efektivní řešení na klasických počítačích používajících pouze náhodné bity. Příkladem je algoritmus pro tzv. Fourierovu transformaci, na jehož základě funguje kvantový Shorův algoritmus, jenž umožňuje rychle rozložit dané číslo na prvočísla (např. {\displaystyle 15=3\times 5}).

### Kvantová brána CNOT
Uvažujme systém dvou qubitů. Odpovídající ortonormální bázi volíme tvaru vyobrazeného výše
{\displaystyle \{|0\rangle _{K}\otimes |0\rangle _{C},|0\rangle _{K}\otimes |1\rangle _{C},|1\rangle _{K}\otimes |0\rangle _{C},|1\rangle _{K}\otimes |1\rangle _{C}\},}
kde je indexy {\displaystyle \scriptstyle K,C} zdůrazněno, že první složka složeného vektoru působí na systému prvního qubitu, který si označíme K, a druhá složka působí na systému qubitu druhého, jenž si podobně označíme jako C.
Jednou z velmi často užívanou logickou operací nad dvěma qubity je operace CNOT (z anglického controlled NOT - kontrolované NOT), jejíž funkci lze popsat následovně:
{\displaystyle {\begin{aligned}|0\rangle _{K}\otimes |0\rangle _{C}&\quad \to \quad &|0\rangle _{K}\otimes |0\rangle _{C}\\|0\rangle _{K}\otimes |1\rangle _{C}&\quad \to \quad &|0\rangle _{K}\otimes |1\rangle _{C}\\|1\rangle _{K}\otimes |0\rangle _{C}&\quad \to \quad &|1\rangle _{K}\otimes |1\rangle _{C}\\|1\rangle _{K}\otimes |1\rangle _{C}&\quad \to \quad &|1\rangle _{K}\otimes |0\rangle _{C}\end{aligned}}}
Qubit pod označením K se nazývá kontrolní (angl. control qubit) a qubit označený jako C se nazývá cílový (angl. target qubit). Slovy lze tedy působení CNOT operace formulovat takto: pokud je kontrolní qubit ve stavu {\displaystyle \scriptstyle |1\rangle }, tak proveď u cílového qubitu záměnu {\displaystyle \scriptstyle |0\rangle \leftrightarrow |1\rangle }, jinak nedělej nic. Formálně je tedy CNOT totožné s operací XOR. Lze ji kompaktně popsat jako
{\displaystyle |A\rangle _{K}\otimes |B\rangle _{C}\quad \to \quad |A\rangle _{K}\otimes |A\oplus B\rangle _{C},}
kde {\displaystyle \scriptstyle \oplus } značí sčítání modulo dvěma. Působení CNOT na libovolný pár qubitů pak vyplývá z bilinearity tohoto zobrazení, tj.
{\displaystyle |\psi \rangle =\alpha _{00}|0\rangle _{K}\otimes |0\rangle _{C}+\alpha _{01}|0\rangle _{K}\otimes |1\rangle _{C}+\alpha _{10}|1\rangle _{K}\otimes |0\rangle _{C}+\alpha _{11}|1\rangle _{K}\otimes |1\rangle _{C}\quad \to }
{\displaystyle \to \quad |\psi \rangle _{\text{CNOT}}=\alpha _{00}|0\rangle _{K}\otimes |0\rangle _{C}+\alpha _{01}|0\rangle _{K}\otimes |1\rangle _{C}+\alpha _{10}|1\rangle _{K}\otimes |1\rangle _{C}+\alpha _{11}|1\rangle _{K}\otimes |0\rangle _{C}}
V maticové reprezentaci v námi zvolené bázi můžeme CNOT operaci zapsat jako unitární matici
{\displaystyle U_{\text{CNOT}}={\begin{pmatrix}1&0&0&0\\0&1&0&0\\0&0&0&1\\0&0&1&0\\\end{pmatrix}}}
Její působení tak vypadá následovně
{\displaystyle |\psi \rangle ={\begin{pmatrix}\alpha _{00}\\\alpha _{01}\\\alpha _{10}\\\alpha _{11}\end{pmatrix}}\quad \to \quad U_{\text{CNOT}}|\psi \rangle ={\begin{pmatrix}1&0&0&0\\0&1&0&0\\0&0&0&1\\0&0&1&0\\\end{pmatrix}}{\begin{pmatrix}\alpha _{00}\\\alpha _{01}\\\alpha _{10}\\\alpha _{11}\end{pmatrix}}={\begin{pmatrix}\alpha _{00}\\\alpha _{01}\\\alpha _{11}\\\alpha _{10}\end{pmatrix}}}
Stejně jako všechny unitární operace je i CNOT reverzibilní logické hradlo, tzn. z výsledku jsme schopni jednoznačně rekonstruovat vstupní hodnoty qubitů. To obecně u klasických hradel neplatí, viz např. AND, kdy se část informace o vstupech ztrácí, neboť jednomu výstupu obecně odpovídá více vstupních hodnot. Přímé kvantové zobecnění podobných ireverzibilních hradel tak není možné a kvantové počítače tak vždy používají reverzibilní varianty klasických hradel. Význam CNOT operace tkví v následujícím důležitém faktu:
Každé vícequbitové logické hradlo lze vyjádřit pomocí CNOT hradla a jednoqubitových hradel.

## Rozšíření do více dimenzí
Qubit je kvantový systém s dvourozměrným Hilbertovým stavovým prostorem. Uvažujeme-li vícerozměrné stavové prostory, hovoříme o quditu. Používají se i konkrétní názvy pro konkrétní dimenzi, např. pro dimenzi rovnou třem se užívá termínu qutrit. V tomto případě uvažujeme Hilbertův prostor {\displaystyle \scriptstyle {\mathcal {H}}_{3}} s {\displaystyle \scriptstyle \dim {\mathcal {H}}_{3}=3} a ortonormální bází {\displaystyle \scriptstyle \{|0\rangle ,|1\rangle ,|2\rangle \}}. Qutrit {\displaystyle \scriptstyle |\psi _{3}\rangle \in {\mathcal {H}}_{3}} má tedy tvar
{\displaystyle |\psi _{3}\rangle =\alpha |0\rangle +\beta |1\rangle +\gamma |2\rangle ,}
kde {\displaystyle \scriptstyle \alpha ,\beta ,\gamma \in \mathbb {C} } splňují normalizační podmínku {\displaystyle \scriptstyle |\alpha |^{2}+|\beta |^{2}+|\gamma |^{2}=1}. Daleko nejpoužívanějším objektem v teorii kvantové informace však zatím stále zůstává qubit.